# Lista över fotbollsövergångar i Sverige sommaren 2011
Detta är en lista över fotbollsövergångar i Sverige sommaren 2011.
Endast övergångar under sommaren 2011 i Allsvenskan och Superettan är inkluderade.

## Allsvenskan

### AIK
| Nr | Land | Pos | Namn                                        |
| -- | ---- | --- | ------------------------------------------- |
|    | Togo | MF  | Atakora Lalawelé (inlånad från Fredrikstad) |

| Nr | Land | Pos | Namn                                        |
| -- | ---- | --- | ------------------------------------------- |
|    | Togo | MF  | Atakora Lalawelé (inlånad från Fredrikstad) |

| Nr | Land         | Pos | Namn                                      |
| -- | ------------ | --- | ----------------------------------------- |
|    | Sierra Leone | A   | Teteh Bangura (till Bursaspor)            |
|    | Sierra Leone | A   | Mohamed Bangura (till Celtic)             |
|    | Sverige      | MF  | Kevin Walker (utlånad till GIF Sundsvall) |

| Nr | Land         | Pos | Namn                                      |
| -- | ------------ | --- | ----------------------------------------- |
|    | Sierra Leone | A   | Teteh Bangura (till Bursaspor)            |
|    | Sierra Leone | A   | Mohamed Bangura (till Celtic)             |
|    | Sverige      | MF  | Kevin Walker (utlånad till GIF Sundsvall) |

### Djurgårdens IF
| Nr | Land         | Pos | Namn                                           |
| -- | ------------ | --- | ---------------------------------------------- |
|    | Kosovo       | F   | Shqipran Skeraj (fri transfer)                 |
|    | Burkina Faso | MF  | Adama Guira (från Logroñés)                    |
|    | Danmark      | MF  | Peter Nymann (från Esbjerg fB)                 |
|    | Sierra Leone | MV  | Mehdi Khalil (från Köping FF)                  |
|    | Ghana        | MF  | Gabriel Ahmed (från Köping FF)                 |
|    | Ghana        | MF  | Imoro Adam (inlånad från International Allies) |
|    | Danmark      | A   | Nicolaj Agger (inlånad från Brøndby)           |

| Nr | Land         | Pos | Namn                                           |
| -- | ------------ | --- | ---------------------------------------------- |
|    | Kosovo       | F   | Shqipran Skeraj (fri transfer)                 |
|    | Burkina Faso | MF  | Adama Guira (från Logroñés)                    |
|    | Danmark      | MF  | Peter Nymann (från Esbjerg fB)                 |
|    | Sierra Leone | MV  | Mehdi Khalil (från Köping FF)                  |
|    | Ghana        | MF  | Gabriel Ahmed (från Köping FF)                 |
|    | Ghana        | MF  | Imoro Adam (inlånad från International Allies) |
|    | Danmark      | A   | Nicolaj Agger (inlånad från Brøndby)           |

| Nr | Land    | Pos | Namn                                                                  |
| -- | ------- | --- | --------------------------------------------------------------------- |
|    | USA     | F   | Gale Agbossoumonde (återvände från lån till Fort Lauderdale Strikers) |
|    | Sverige | F   | Rtawi Mecconen (utlånad till Valsta Syrianska)                        |
|    | Finland | MF  | Joel Perovuo (till HJK Helsingfors)                                   |
|    | Ghana   | MF  | Gabriel Ahmed (utlånad till Jönköpings Södra)                         |
|    | Sverige | F   | André Calisir (utlånad till Jönköpings Södra IF)                      |
|    | Sverige | MF  | Carl Björk (utlånad till Jönköpings Södra IF)                         |
|    | Sverige | MV  | Christoffer Matwiejew (utlånad till Sollentuna United)                |

| Nr | Land    | Pos | Namn                                                                  |
| -- | ------- | --- | --------------------------------------------------------------------- |
|    | USA     | F   | Gale Agbossoumonde (återvände från lån till Fort Lauderdale Strikers) |
|    | Sverige | F   | Rtawi Mecconen (utlånad till Valsta Syrianska)                        |
|    | Finland | MF  | Joel Perovuo (till HJK Helsingfors)                                   |
|    | Ghana   | MF  | Gabriel Ahmed (utlånad till Jönköpings Södra)                         |
|    | Sverige | F   | André Calisir (utlånad till Jönköpings Södra IF)                      |
|    | Sverige | MF  | Carl Björk (utlånad till Jönköpings Södra IF)                         |
|    | Sverige | MV  | Christoffer Matwiejew (utlånad till Sollentuna United)                |

### IF Elfsborg
| Nr | Land    | Pos | Namn                                                 |
| -- | ------- | --- | ---------------------------------------------------- |
|    | Sverige | MF  | Philip Olofsson (från Boden)                         |
|    | Sverige | MV  | Andreas Andersson (återvände från lån i Trollhättan) |
|    | Liberia | MF  | Amadaiya Rennie (återvände från lån i GAIS)          |
|    | Sverige | A   | Zlatan Krizanović (från AZ Alkmaar)                  |

| Nr | Land    | Pos | Namn                                                 |
| -- | ------- | --- | ---------------------------------------------------- |
|    | Sverige | MF  | Philip Olofsson (från Boden)                         |
|    | Sverige | MV  | Andreas Andersson (återvände från lån i Trollhättan) |
|    | Liberia | MF  | Amadaiya Rennie (återvände från lån i GAIS)          |
|    | Sverige | A   | Zlatan Krizanović (från AZ Alkmaar)                  |

| Nr | Land    | Pos | Namn                                        |
| -- | ------- | --- | ------------------------------------------- |
|    | Liberia | MF  | Amadaiya Rennie (till Degerfors)            |
|    | Sverige | A   | Joel Johansson (utlånad till Halmstad)      |
|    | Sverige | F   | Johan Sjöberg (slutar)                      |
|    | England | A   | James Keene (utlånad till Fredrikstad)      |
|    | Sverige | MF  | Anton Wede (utlånad till Falkenberg)        |
|    | Sverige | F   | Anton Lans (utlånad till Falkenberg)        |
|    | Sverige | A   | Zlatan Krizanović (utlånad till Falkenberg) |

| Nr | Land    | Pos | Namn                                        |
| -- | ------- | --- | ------------------------------------------- |
|    | Liberia | MF  | Amadaiya Rennie (till Degerfors)            |
|    | Sverige | A   | Joel Johansson (utlånad till Halmstad)      |
|    | Sverige | F   | Johan Sjöberg (slutar)                      |
|    | England | A   | James Keene (utlånad till Fredrikstad)      |
|    | Sverige | MF  | Anton Wede (utlånad till Falkenberg)        |
|    | Sverige | F   | Anton Lans (utlånad till Falkenberg)        |
|    | Sverige | A   | Zlatan Krizanović (utlånad till Falkenberg) |

### GAIS
| Nr | Land      | Pos | Namn                             |
| -- | --------- | --- | -------------------------------- |
|    | Brasilien | MF  | Wánderson (från Al-Ahli)         |
|    | Sverige   | MF  | Erik Johansson (från Falkenberg) |

| Nr | Land      | Pos | Namn                             |
| -- | --------- | --- | -------------------------------- |
|    | Brasilien | MF  | Wánderson (från Al-Ahli)         |
|    | Sverige   | MF  | Erik Johansson (från Falkenberg) |

| Nr | Land      | Pos | Namn                                               |
| -- | --------- | --- | -------------------------------------------------- |
|    | Sverige   | MF  | Tommy Lycén (fri transfer)                         |
|    | Sverige   | MF  | Johan Mårtensson (till Utrecht)                    |
|    | Island    | MF  | Hallgrímur Jónasson (utlånad till SønderjyskE)     |
|    | Liberia   | MF  | Amadaiya Rennie (återvände från lån till Elfsborg) |
|    | Benin     | A   | Razak Omotoyossi (till Syrianska FC)               |
|    | Brasilien | A   | Álvaro Santos (återvände från lån till Örgryte)    |
|    | Sverige   | F   | Johan Rundqvist (utlånad till Qviding)             |

| Nr | Land      | Pos | Namn                                               |
| -- | --------- | --- | -------------------------------------------------- |
|    | Sverige   | MF  | Tommy Lycén (fri transfer)                         |
|    | Sverige   | MF  | Johan Mårtensson (till Utrecht)                    |
|    | Island    | MF  | Hallgrímur Jónasson (utlånad till SønderjyskE)     |
|    | Liberia   | MF  | Amadaiya Rennie (återvände från lån till Elfsborg) |
|    | Benin     | A   | Razak Omotoyossi (till Syrianska FC)               |
|    | Brasilien | A   | Álvaro Santos (återvände från lån till Örgryte)    |
|    | Sverige   | F   | Johan Rundqvist (utlånad till Qviding)             |

### Gefle IF
| Nr | Land    | Pos | Namn                                   |
| -- | ------- | --- | -------------------------------------- |
|    | Ghana   | MF  | Joachim Adukor (inlånad från Emirates) |
|    | Sverige | MF  | Simon Lundevall (från Västerås SK)     |

| Nr | Land    | Pos | Namn                                   |
| -- | ------- | --- | -------------------------------------- |
|    | Ghana   | MF  | Joachim Adukor (inlånad från Emirates) |
|    | Sverige | MF  | Simon Lundevall (från Västerås SK)     |

| Nr | Land    | Pos | Namn                                 |
| -- | ------- | --- | ------------------------------------ |
|    | Sverige | MF  | James Frempong (till IFK Norrköping) |

| Nr | Land    | Pos | Namn                                 |
| -- | ------- | --- | ------------------------------------ |
|    | Sverige | MF  | James Frempong (till IFK Norrköping) |

### IFK Göteborg
| Nr | Land    | Pos | Namn                               |
| -- | ------- | --- | ---------------------------------- |
|    | Sverige | F   | Malek Iskander (från Husqvarna FF) |
|    | Sverige | MF  | Philip Haglund (från Heerenveen)   |
|    | Sverige | F   | Emil Salomonsson (från Halmstad)   |

| Nr | Land    | Pos | Namn                               |
| -- | ------- | --- | ---------------------------------- |
|    | Sverige | F   | Malek Iskander (från Husqvarna FF) |
|    | Sverige | MF  | Philip Haglund (från Heerenveen)   |
|    | Sverige | F   | Emil Salomonsson (från Halmstad)   |

| Nr | Land    | Pos | Namn                                             |
| -- | ------- | --- | ------------------------------------------------ |
|    | Island  | F   | Ragnar Sigurðsson (till Köpenhamn)               |
|    | Sverige | A   | Niklas Bärkroth (utlånad till IF Brommapojkarna) |
|    | Sverige | A   | Pär Ericsson (utlånad till Mjällby)              |
|    | Sverige | MF  | Thomas Olsson (utlånad till Åtvidaberg)          |
|    | Sverige | MF  | Alexander Faltsetas (utlånad till Brage)         |
|    | Sverige | MF  | Sebastian Eriksson (utlånad till Cagliari)       |

| Nr | Land    | Pos | Namn                                             |
| -- | ------- | --- | ------------------------------------------------ |
|    | Island  | F   | Ragnar Sigurðsson (till Köpenhamn)               |
|    | Sverige | A   | Niklas Bärkroth (utlånad till IF Brommapojkarna) |
|    | Sverige | A   | Pär Ericsson (utlånad till Mjällby)              |
|    | Sverige | MF  | Thomas Olsson (utlånad till Åtvidaberg)          |
|    | Sverige | MF  | Alexander Faltsetas (utlånad till Brage)         |
|    | Sverige | MF  | Sebastian Eriksson (utlånad till Cagliari)       |

### Halmstads BK
| Nr | Land    | Pos | Namn                            |
| -- | ------- | --- | ------------------------------- |
|    | Sverige | MV  | Björn Åkesson (fri transfer)    |
|    | Sverige | F   | Michael Svensson (fri transfer) |
|    | Sverige | A   | Joel Johansson (från Elfsborg)  |

| Nr | Land    | Pos | Namn                            |
| -- | ------- | --- | ------------------------------- |
|    | Sverige | MV  | Björn Åkesson (fri transfer)    |
|    | Sverige | F   | Michael Svensson (fri transfer) |
|    | Sverige | A   | Joel Johansson (från Elfsborg)  |

| Nr | Land    | Pos | Namn                                                          |
| -- | ------- | --- | ------------------------------------------------------------- |
|    | Spanien | MF  | Raúl (återvände från lån till Real Madrid Castilla)           |
|    | Spanien | MF  | Javi Hernández (återvände från lån till Real Madrid Castilla) |
|    | Spanien | MF  | José Zamora (återvände från lån till Real Madrid Castilla)    |
|    | Sverige | F   | Emil Salomonsson (till IFK Göteborg)                          |

| Nr | Land    | Pos | Namn                                                          |
| -- | ------- | --- | ------------------------------------------------------------- |
|    | Spanien | MF  | Raúl (återvände från lån till Real Madrid Castilla)           |
|    | Spanien | MF  | Javi Hernández (återvände från lån till Real Madrid Castilla) |
|    | Spanien | MF  | José Zamora (återvände från lån till Real Madrid Castilla)    |
|    | Sverige | F   | Emil Salomonsson (till IFK Göteborg)                          |

### Helsingborgs IF
| Nr | Land      | Pos | Namn                                                |
| -- | --------- | --- | --------------------------------------------------- |
|    | Brasilien | A   | Rafael Porcellis (återvände från lån i IFK Värnamo) |
|    | Sverige   | MF  | Samuel Aziz (återvände från lån i Ängelholm)        |
|    | Norge     | MF  | Jørgen Skjelvik (inlånad från Stabæk)               |
|    | Sverige   | MF  | Sebastian Carlsén (inlånad från Inter)              |
|    | Brasilien | A   | Álvaro Santos (från Örgryte)                        |
|    | Norge     | F   | Erlend Hanstveit (från Gent)                        |
|    | Norge     | A   | Thomas Sørum (från Haugesund)                       |
|    | Island    | MF  | Guðjón Pétur Lýðsson (inlånad från Valur)           |

| Nr | Land      | Pos | Namn                                                |
| -- | --------- | --- | --------------------------------------------------- |
|    | Brasilien | A   | Rafael Porcellis (återvände från lån i IFK Värnamo) |
|    | Sverige   | MF  | Samuel Aziz (återvände från lån i Ängelholm)        |
|    | Norge     | MF  | Jørgen Skjelvik (inlånad från Stabæk)               |
|    | Sverige   | MF  | Sebastian Carlsén (inlånad från Inter)              |
|    | Brasilien | A   | Álvaro Santos (från Örgryte)                        |
|    | Norge     | F   | Erlend Hanstveit (från Gent)                        |
|    | Norge     | A   | Thomas Sørum (från Haugesund)                       |
|    | Island    | MF  | Guðjón Pétur Lýðsson (inlånad från Valur)           |

| Nr | Land      | Pos | Namn                                              |
| -- | --------- | --- | ------------------------------------------------- |
|    | Brasilien | A   | Rafael Porcellis (kontrakt avbrutet)              |
|    | Sverige   | MF  | Samuel Aziz (kontraktet avbrutet)                 |
|    | Sverige   | F   | Marcus Nilsson (till Utrecht)                     |
|    | Sverige   | A   | Alexander Gerndt (till Utrecht)                   |
|    | Sverige   | MF  | Marcus Bergholtz (utlånad till Stabæk)            |
|    | Sverige   | F   | Peter Larsson (återvände från lån till Köpenhamn) |
|    | Sverige   | A   | Rasmus Jönsson (till Wolfsburg)                   |
|    | Sverige   | MF  | Abdul Khalili (utlånad till IFK Värnamo)          |

| Nr | Land      | Pos | Namn                                              |
| -- | --------- | --- | ------------------------------------------------- |
|    | Brasilien | A   | Rafael Porcellis (kontrakt avbrutet)              |
|    | Sverige   | MF  | Samuel Aziz (kontraktet avbrutet)                 |
|    | Sverige   | F   | Marcus Nilsson (till Utrecht)                     |
|    | Sverige   | A   | Alexander Gerndt (till Utrecht)                   |
|    | Sverige   | MF  | Marcus Bergholtz (utlånad till Stabæk)            |
|    | Sverige   | F   | Peter Larsson (återvände från lån till Köpenhamn) |
|    | Sverige   | A   | Rasmus Jönsson (till Wolfsburg)                   |
|    | Sverige   | MF  | Abdul Khalili (utlånad till IFK Värnamo)          |

### BK Häcken
| Nr | Land      | Pos | Namn                                     |
| -- | --------- | --- | ---------------------------------------- |
|    | Sverige   | MF  | Andrés Vasquez (från Zürich)             |
|    | Brasilien | A   | Maranhão (från Cruzeiro)                 |
|    | Brasilien | F   | Deivisson (från Cruzeiro)                |
|    | Sverige   | A   | Robin Eriksson (inlånad från Heerenveen) |

| Nr | Land      | Pos | Namn                                     |
| -- | --------- | --- | ---------------------------------------- |
|    | Sverige   | MF  | Andrés Vasquez (från Zürich)             |
|    | Brasilien | A   | Maranhão (från Cruzeiro)                 |
|    | Brasilien | F   | Deivisson (från Cruzeiro)                |
|    | Sverige   | A   | Robin Eriksson (inlånad från Heerenveen) |

| Nr | Land    | Pos | Namn                                     |
| -- | ------- | --- | ---------------------------------------- |
|    | Sverige | F   | Robin Jansson (utlånad till Trollhättan) |
|    | Sverige | A   | Mathias Ranégie (till Malmö FF)          |
|    | Nigeria | MF  | John Chibuike (till Rosenborg)           |

| Nr | Land    | Pos | Namn                                     |
| -- | ------- | --- | ---------------------------------------- |
|    | Sverige | F   | Robin Jansson (utlånad till Trollhättan) |
|    | Sverige | A   | Mathias Ranégie (till Malmö FF)          |
|    | Nigeria | MF  | John Chibuike (till Rosenborg)           |

### Kalmar FF
| Nr | Land      | Pos | Namn                                |
| -- | --------- | --- | ----------------------------------- |
|    | Brasilien | A   | Pedro Henrique (från Volta Redonda) |

| Nr | Land      | Pos | Namn                                |
| -- | --------- | --- | ----------------------------------- |
|    | Brasilien | A   | Pedro Henrique (från Volta Redonda) |

| Nr | Land    | Pos | Namn                                      |
| -- | ------- | --- | ----------------------------------------- |
|    | Sverige | MV  | Zlatan Azinović (utlånad till Trelleborg) |

| Nr | Land    | Pos | Namn                                      |
| -- | ------- | --- | ----------------------------------------- |
|    | Sverige | MV  | Zlatan Azinović (utlånad till Trelleborg) |

### Malmö FF
| Nr | Land    | Pos | Namn                                 |
| -- | ------- | --- | ------------------------------------ |
|    | Sverige | F   | Miiko Albornoz (från Brommapojkarna) |
|    | Sverige | A   | Mathias Ranégie (från Häcken)        |

| Nr | Land    | Pos | Namn                                 |
| -- | ------- | --- | ------------------------------------ |
|    | Sverige | F   | Miiko Albornoz (från Brommapojkarna) |
|    | Sverige | A   | Mathias Ranégie (från Häcken)        |

| Nr | Land    | Pos | Namn                               |
| -- | ------- | --- | ---------------------------------- |
|    | Sverige | MF  | Guillermo Molins (till Anderlecht) |

| Nr | Land    | Pos | Namn                               |
| -- | ------- | --- | ---------------------------------- |
|    | Sverige | MF  | Guillermo Molins (till Anderlecht) |

### Mjällby AIF
| Nr | Land    | Pos | Namn                                                      |
| -- | ------- | --- | --------------------------------------------------------- |
|    | Sverige | A   | Pär Ericsson (inlånad från IFK Göteborg)                  |
|    | Sverige | MF  | Emmanuel Svensson (återvände från lån i Falkenberg)       |
|    | Sverige | F   | Andreas Johansson (återvände från lån i Kristianstads FF) |
|    | Sverige | MF  | Christopher Alvengrip (återvände från lån i Västerås SK)  |
|    | Sverige | A   | Erton Fejzullahu (inlånad från NEC Nijmegen)              |

| Nr | Land    | Pos | Namn                                                      |
| -- | ------- | --- | --------------------------------------------------------- |
|    | Sverige | A   | Pär Ericsson (inlånad från IFK Göteborg)                  |
|    | Sverige | MF  | Emmanuel Svensson (återvände från lån i Falkenberg)       |
|    | Sverige | F   | Andreas Johansson (återvände från lån i Kristianstads FF) |
|    | Sverige | MF  | Christopher Alvengrip (återvände från lån i Västerås SK)  |
|    | Sverige | A   | Erton Fejzullahu (inlånad från NEC Nijmegen)              |

| Nr | Land          | Pos | Namn                                                |
| -- | ------------- | --- | --------------------------------------------------- |
|    | Nederländerna | A   | Moestafa El Kabir (till Cagliari)                   |
|    | Sverige       | MF  | Christopher Alvengrip (utlånad till Eskilsminne IF) |

| Nr | Land          | Pos | Namn                                                |
| -- | ------------- | --- | --------------------------------------------------- |
|    | Nederländerna | A   | Moestafa El Kabir (till Cagliari)                   |
|    | Sverige       | MF  | Christopher Alvengrip (utlånad till Eskilsminne IF) |

### IFK Norrköping
| Nr | Land     | Pos | Namn                                |
| -- | -------- | --- | ----------------------------------- |
|    | Sverige  | MF  | James Frempong (från Gefle)         |
|    | Sverige  | A   | Isaac Kiese Thelin (från Karlslund) |
|    | Kroatien | F   | Nikola Tkalčić (från Varaždin)      |

| Nr | Land     | Pos | Namn                                |
| -- | -------- | --- | ----------------------------------- |
|    | Sverige  | MF  | James Frempong (från Gefle)         |
|    | Sverige  | A   | Isaac Kiese Thelin (från Karlslund) |
|    | Kroatien | F   | Nikola Tkalčić (från Varaždin)      |

| Nr | Land    | Pos | Namn                                   |
| -- | ------- | --- | -------------------------------------- |
|    | Sverige | MF  | Kristoffer Olsson (till Arsenal)       |
|    | Sverige | MF  | Riki Cakić (utlånad till Assyriska FF) |
|    | Estland | MF  | Joonas Tamm (utlånad till Sylvia)      |
|    | Sverige | F   | Enis Ahmetovic (till Sylvia)           |
|    | Sverige | A   | Muamer Tanković (till Fulham)          |

| Nr | Land    | Pos | Namn                                   |
| -- | ------- | --- | -------------------------------------- |
|    | Sverige | MF  | Kristoffer Olsson (till Arsenal)       |
|    | Sverige | MF  | Riki Cakić (utlånad till Assyriska FF) |
|    | Estland | MF  | Joonas Tamm (utlånad till Sylvia)      |
|    | Sverige | F   | Enis Ahmetovic (till Sylvia)           |
|    | Sverige | A   | Muamer Tanković (till Fulham)          |

### Syrianska FC
| Nr | Land         | Pos | Namn                                    |
| -- | ------------ | --- | --------------------------------------- |
|    | Senegal      | MF  | Mamadou Fofana (från Vitréenne FC)      |
|    | Benin        | A   | Razak Omotoyossi (från GAIS)            |
|    | Sierra Leone | A   | Alusine Kamara (från Motala AIF)        |
|    | Sierra Leone | A   | Mohamed Kabia (från Motala AIF)         |
|    | Montenegro   | F   | Vuk Martinović (inlånad från FK Lovćen) |
|    | Turkiet      | MF  | Orhan Sahin (från Galatasaray)          |

| Nr | Land         | Pos | Namn                                    |
| -- | ------------ | --- | --------------------------------------- |
|    | Senegal      | MF  | Mamadou Fofana (från Vitréenne FC)      |
|    | Benin        | A   | Razak Omotoyossi (från GAIS)            |
|    | Sierra Leone | A   | Alusine Kamara (från Motala AIF)        |
|    | Sierra Leone | A   | Mohamed Kabia (från Motala AIF)         |
|    | Montenegro   | F   | Vuk Martinović (inlånad från FK Lovćen) |
|    | Turkiet      | MF  | Orhan Sahin (från Galatasaray)          |

| Nr | Land    | Pos | Namn                                         |
| -- | ------- | --- | -------------------------------------------- |
|    | Sverige | MF  | Semir Mete (utlånad till Syrianska Kerburan) |
|    | Nigeria | MF  | Obie Etie Ikechukwu (utlånad till Öster)     |
|    | Benin   | A   | Razak Omotoyossi (till Zamalek SC)           |

| Nr | Land    | Pos | Namn                                         |
| -- | ------- | --- | -------------------------------------------- |
|    | Sverige | MF  | Semir Mete (utlånad till Syrianska Kerburan) |
|    | Nigeria | MF  | Obie Etie Ikechukwu (utlånad till Öster)     |
|    | Benin   | A   | Razak Omotoyossi (till Zamalek SC)           |

### Trelleborgs FF
| Nr | Land         | Pos | Namn                                     |
| -- | ------------ | --- | ---------------------------------------- |
|    | Sierra Leone | MF  | David Simbo (inlånad från Motala AIF)    |
|    | Sverige      | MV  | Zlatan Azinović (inlånad från Kalmar FF) |

| Nr | Land         | Pos | Namn                                     |
| -- | ------------ | --- | ---------------------------------------- |
|    | Sierra Leone | MF  | David Simbo (inlånad från Motala AIF)    |
|    | Sverige      | MV  | Zlatan Azinović (inlånad från Kalmar FF) |

| Nr | Land    | Pos | Namn                                        |
| -- | ------- | --- | ------------------------------------------- |
|    | Sverige | A   | Fisnik Shala (utlånad till Höllvikens GIF)  |
|    | Sverige | A   | Nichlas Schön (utlånad till Höllvikens GIF) |

| Nr | Land    | Pos | Namn                                        |
| -- | ------- | --- | ------------------------------------------- |
|    | Sverige | A   | Fisnik Shala (utlånad till Höllvikens GIF)  |
|    | Sverige | A   | Nichlas Schön (utlånad till Höllvikens GIF) |

### Örebro SK
| Nr | Land    | Pos | Namn                                              |
| -- | ------- | --- | ------------------------------------------------- |
|    | Finland | A   | Denis Abdulahi (återvände från lån i Víkingur R.) |
|    | Island  | F   | Eiður Sigurbjörnsson (från ÍBV)                   |
|    | Finland | MF  | Riku Riski (inlånad från Widzew Łódź)             |
|    | Panama  | A   | Brunet Hay (inlånad från Sporting San Miguelito)  |

| Nr | Land    | Pos | Namn                                              |
| -- | ------- | --- | ------------------------------------------------- |
|    | Finland | A   | Denis Abdulahi (återvände från lån i Víkingur R.) |
|    | Island  | F   | Eiður Sigurbjörnsson (från ÍBV)                   |
|    | Finland | MF  | Riku Riski (inlånad från Widzew Łódź)             |
|    | Panama  | A   | Brunet Hay (inlånad från Sporting San Miguelito)  |

| Nr | Land    | Pos | Namn                                    |
| -- | ------- | --- | --------------------------------------- |
|    | Sverige | F   | Michael Almebäck (till Club Brugge)     |
|    | Sverige | MF  | Per Johansson (utlånad till BK Forward) |
|    | Sverige | F   | Oskar Johansson (kontrakt avbrutet)     |
|    | Sverige | MF  | Erik Nilsson (utlånad till Ljungskile)  |
|    | USA     | MF  | Alejandro Bedoya (till Rangers)         |

| Nr | Land    | Pos | Namn                                    |
| -- | ------- | --- | --------------------------------------- |
|    | Sverige | F   | Michael Almebäck (till Club Brugge)     |
|    | Sverige | MF  | Per Johansson (utlånad till BK Forward) |
|    | Sverige | F   | Oskar Johansson (kontrakt avbrutet)     |
|    | Sverige | MF  | Erik Nilsson (utlånad till Ljungskile)  |
|    | USA     | MF  | Alejandro Bedoya (till Rangers)         |

## Superettan

### Assyriska FF
| Nr | Land      | Pos | Namn                                     |
| -- | --------- | --- | ---------------------------------------- |
|    | Sverige   | MF  | Riki Cakić (inlånad från IFK Norrköping) |
|    | Nigeria   | A   | Emeh Izuchukwu (från Enköpings SK)       |
|    | Brasilien | MF  | Danilo de Souza (från Westfalia Rhynern) |

| Nr | Land      | Pos | Namn                                     |
| -- | --------- | --- | ---------------------------------------- |
|    | Sverige   | MF  | Riki Cakić (inlånad från IFK Norrköping) |
|    | Nigeria   | A   | Emeh Izuchukwu (från Enköpings SK)       |
|    | Brasilien | MF  | Danilo de Souza (från Westfalia Rhynern) |

| Nr | Land    | Pos | Namn                                        |
| -- | ------- | --- | ------------------------------------------- |
|    | Sverige | A   | Alexander Cecar (fri transfer)              |
|    | Sverige | A   | Erido Poli (utlånad till Assyriska BK)      |
|    | Sverige | F   | Simon Ogunnaike (utlånad till Husqvarna FF) |
|    | Sverige | F   | Gustaf Segerström (kontrakt avbrutet)       |

| Nr | Land    | Pos | Namn                                        |
| -- | ------- | --- | ------------------------------------------- |
|    | Sverige | A   | Alexander Cecar (fri transfer)              |
|    | Sverige | A   | Erido Poli (utlånad till Assyriska BK)      |
|    | Sverige | F   | Simon Ogunnaike (utlånad till Husqvarna FF) |
|    | Sverige | F   | Gustaf Segerström (kontrakt avbrutet)       |

### IK Brage
| Nr | Land      | Pos | Namn                                            |
| -- | --------- | --- | ----------------------------------------------- |
|    | Argentina | MF  | Gustavo Ramirez (från Cruz del Sur)             |
|    | Argentina | A   | Rodrigo Sebastian Zambrano (från Cruz del Sur)  |
|    | Sverige   | MF  | Alexander Faltsetas (inlånad från IFK Göteborg) |

| Nr | Land      | Pos | Namn                                            |
| -- | --------- | --- | ----------------------------------------------- |
|    | Argentina | MF  | Gustavo Ramirez (från Cruz del Sur)             |
|    | Argentina | A   | Rodrigo Sebastian Zambrano (från Cruz del Sur)  |
|    | Sverige   | MF  | Alexander Faltsetas (inlånad från IFK Göteborg) |

| Nr | Land    | Pos | Namn                                 |
| -- | ------- | --- | ------------------------------------ |
|    | Sverige | MF  | Bernhard Nyström (kontrakt avbrutet) |
|    | Sverige | F   | Magnus Tappert (till IFK Luleå)      |

| Nr | Land    | Pos | Namn                                 |
| -- | ------- | --- | ------------------------------------ |
|    | Sverige | MF  | Bernhard Nyström (kontrakt avbrutet) |
|    | Sverige | F   | Magnus Tappert (till IFK Luleå)      |

### IF Brommapojkarna
| Nr | Land    | Pos | Namn                                        |
| -- | ------- | --- | ------------------------------------------- |
|    | Sverige | A   | Niklas Bärkroth (inlånad från IFK Göteborg) |

| Nr | Land    | Pos | Namn                                        |
| -- | ------- | --- | ------------------------------------------- |
|    | Sverige | A   | Niklas Bärkroth (inlånad från IFK Göteborg) |

| Nr | Land    | Pos | Namn                           |
| -- | ------- | --- | ------------------------------ |
|    | Sverige | F   | Miiko Albornoz (till Malmö FF) |

| Nr | Land    | Pos | Namn                           |
| -- | ------- | --- | ------------------------------ |
|    | Sverige | F   | Miiko Albornoz (till Malmö FF) |

### Degerfors IF
| Nr | Land    | Pos | Namn                            |
| -- | ------- | --- | ------------------------------- |
|    | Liberia | MF  | Amadaiya Rennie (från Elfsborg) |

| Nr | Land    | Pos | Namn                            |
| -- | ------- | --- | ------------------------------- |
|    | Liberia | MF  | Amadaiya Rennie (från Elfsborg) |

| Nr | Land    | Pos | Namn                                       |
| -- | ------- | --- | ------------------------------------------ |
|    | Sverige | A   | Stellan Carlsson (utlånad till BK Forward) |
|    | Sverige | F   | Marcus Nilsson (utlånad till Karlskoga)    |
|    | Sverige | MF  | Erik Nilsson (utlånad till Karlstad)       |

| Nr | Land    | Pos | Namn                                       |
| -- | ------- | --- | ------------------------------------------ |
|    | Sverige | A   | Stellan Carlsson (utlånad till BK Forward) |
|    | Sverige | F   | Marcus Nilsson (utlånad till Karlskoga)    |
|    | Sverige | MF  | Erik Nilsson (utlånad till Karlstad)       |

### Falkenbergs FF
| Nr | Land    | Pos | Namn                                      |
| -- | ------- | --- | ----------------------------------------- |
|    | Sverige | MF  | Anton Wede (inlånad från Elfsborg)        |
|    | Sverige | F   | Anton Lans (inlånad från Elfsborg)        |
|    | Sverige | A   | Zlatan Krizanović (inlånad från Elfsborg) |

| Nr | Land    | Pos | Namn                                      |
| -- | ------- | --- | ----------------------------------------- |
|    | Sverige | MF  | Anton Wede (inlånad från Elfsborg)        |
|    | Sverige | F   | Anton Lans (inlånad från Elfsborg)        |
|    | Sverige | A   | Zlatan Krizanović (inlånad från Elfsborg) |

| Nr | Land    | Pos | Namn                                                 |
| -- | ------- | --- | ---------------------------------------------------- |
|    | Sverige | MF  | Emmanuel Svensson (återvänder från lån till Mjällby) |
|    | Sverige | MF  | Erik Johansson (till GAIS)                           |

| Nr | Land    | Pos | Namn                                                 |
| -- | ------- | --- | ---------------------------------------------------- |
|    | Sverige | MF  | Emmanuel Svensson (återvänder från lån till Mjällby) |
|    | Sverige | MF  | Erik Johansson (till GAIS)                           |

### Hammarby IF
| Nr | Land    | Pos | Namn                                 |
| -- | ------- | --- | ------------------------------------ |
|    | Liberia | MF  | Isaac Pupo (från Panionios)          |
|    | Danmark | F   | Cheikh Tidiane Sarr (från Lyngby BK) |

| Nr | Land    | Pos | Namn                                 |
| -- | ------- | --- | ------------------------------------ |
|    | Liberia | MF  | Isaac Pupo (från Panionios)          |
|    | Danmark | F   | Cheikh Tidiane Sarr (från Lyngby BK) |

| Nr | Land      | Pos | Namn                                |
| -- | --------- | --- | ----------------------------------- |
|    | Sverige   | MF  | Carlos Gaete Moggia (till Sirius)   |
|    | Sydafrika | A   | Nathan Paulse (till Platinum Stars) |

| Nr | Land      | Pos | Namn                                |
| -- | --------- | --- | ----------------------------------- |
|    | Sverige   | MF  | Carlos Gaete Moggia (till Sirius)   |
|    | Sydafrika | A   | Nathan Paulse (till Platinum Stars) |

### Jönköpings Södra IF
| Nr | Land    | Pos | Namn                                    |
| -- | ------- | --- | --------------------------------------- |
|    | Sverige | MF  | Carl Björk (inlånad från Djurgården)    |
|    | Sverige | F   | André Calisir (inlånad från Djurgården) |
|    | Ghana   | MF  | Gabriel Ahmed (inlånad från Djurgården) |

| Nr | Land    | Pos | Namn                                    |
| -- | ------- | --- | --------------------------------------- |
|    | Sverige | MF  | Carl Björk (inlånad från Djurgården)    |
|    | Sverige | F   | André Calisir (inlånad från Djurgården) |
|    | Ghana   | MF  | Gabriel Ahmed (inlånad från Djurgården) |

| Nr | Land         | Pos | Namn                            |
| -- | ------------ | --- | ------------------------------- |
|    | Sierra Leone | A   | Sheriff Suma (till FK Mughan)   |
|    | Sverige      | MV  | Ivo Vazgeč (kontrakt avbrutet)  |
|    | Finland      | F   | Jukka Sauso (kontrakt avbrutet) |

| Nr | Land         | Pos | Namn                            |
| -- | ------------ | --- | ------------------------------- |
|    | Sierra Leone | A   | Sheriff Suma (till FK Mughan)   |
|    | Sverige      | MV  | Ivo Vazgeč (kontrakt avbrutet)  |
|    | Finland      | F   | Jukka Sauso (kontrakt avbrutet) |

### Landskrona BoIS
| Nr | Land    | Pos | Namn                                      |
| -- | ------- | --- | ----------------------------------------- |
|    | Danmark | A   | Mark Leth Pedersen (från FC Vestsjælland) |
|    | Sverige | MV  | Ivo Vazgeč (fri transfer)                 |

| Nr | Land    | Pos | Namn                                      |
| -- | ------- | --- | ----------------------------------------- |
|    | Danmark | A   | Mark Leth Pedersen (från FC Vestsjælland) |
|    | Sverige | MV  | Ivo Vazgeč (fri transfer)                 |

| Nr | Land | Pos | Namn |
| -- | ---- | --- | ---- |

| Nr | Land | Pos | Namn |
| -- | ---- | --- | ---- |

### Ljungskile SK
| Nr | Land    | Pos | Namn                               |
| -- | ------- | --- | ---------------------------------- |
|    | Sverige | MF  | Erik Nilsson (inlånad från Örebro) |

| Nr | Land    | Pos | Namn                               |
| -- | ------- | --- | ---------------------------------- |
|    | Sverige | MF  | Erik Nilsson (inlånad från Örebro) |

| Nr | Land      | Pos | Namn                                  |
| -- | --------- | --- | ------------------------------------- |
|    | Sverige   | F   | Andreas Tobiasson (kontrakt avbrutet) |
|    | Sverige   | A   | Andreas Lind (till Oddevold)          |
|    | Brasilien | A   | Rafael Magalhaes (till Husqvarna FF)  |

| Nr | Land      | Pos | Namn                                  |
| -- | --------- | --- | ------------------------------------- |
|    | Sverige   | F   | Andreas Tobiasson (kontrakt avbrutet) |
|    | Sverige   | A   | Andreas Lind (till Oddevold)          |
|    | Brasilien | A   | Rafael Magalhaes (till Husqvarna FF)  |

### Qviding FIF
| Nr | Land    | Pos | Namn                                |
| -- | ------- | --- | ----------------------------------- |
|    | Sverige | F   | Johan Rundqvist (inlånad från GAIS) |

| Nr | Land    | Pos | Namn                                |
| -- | ------- | --- | ----------------------------------- |
|    | Sverige | F   | Johan Rundqvist (inlånad från GAIS) |

| Nr | Land | Pos | Namn |
| -- | ---- | --- | ---- |

| Nr | Land | Pos | Namn |
| -- | ---- | --- | ---- |

### GIF Sundsvall
| Nr | Land    | Pos | Namn                            |
| -- | ------- | --- | ------------------------------- |
|    | Sverige | A   | Pa Dibba (från Brandbergens IF) |
|    | Sverige | MF  | Kevin Walker (inlånad från AIK) |

| Nr | Land    | Pos | Namn                            |
| -- | ------- | --- | ------------------------------- |
|    | Sverige | A   | Pa Dibba (från Brandbergens IF) |
|    | Sverige | MF  | Kevin Walker (inlånad från AIK) |

| Nr | Land    | Pos | Namn                                          |
| -- | ------- | --- | --------------------------------------------- |
|    | Sverige | MF  | Alieu Jagne (till Haukar)                     |
|    | Sverige | F   | Kristian Ek (till Väsby United)               |
|    | Sverige | MF  | Pontus Silfver (utlånad till Hudiksvalls ABK) |

| Nr | Land    | Pos | Namn                                          |
| -- | ------- | --- | --------------------------------------------- |
|    | Sverige | MF  | Alieu Jagne (till Haukar)                     |
|    | Sverige | F   | Kristian Ek (till Väsby United)               |
|    | Sverige | MF  | Pontus Silfver (utlånad till Hudiksvalls ABK) |

### IFK Värnamo
| Nr | Land         | Pos | Namn                                             |
| -- | ------------ | --- | ------------------------------------------------ |
|    | Sierra Leone | A   | Donald Wellington (inlånad från Ports Authority) |
|    | Sverige      | MF  | Abdul Khalili (inlånad från Helsingborg)         |

| Nr | Land         | Pos | Namn                                             |
| -- | ------------ | --- | ------------------------------------------------ |
|    | Sierra Leone | A   | Donald Wellington (inlånad från Ports Authority) |
|    | Sverige      | MF  | Abdul Khalili (inlånad från Helsingborg)         |

| Nr | Land      | Pos | Namn                                                   |
| -- | --------- | --- | ------------------------------------------------------ |
|    | Brasilien | A   | Rafael Porcellis (återvände från lån till Helsingborg) |
|    | Sverige   | MV  | Tobias Andersson (utlånad till Gnosjö IF)              |

| Nr | Land      | Pos | Namn                                                   |
| -- | --------- | --- | ------------------------------------------------------ |
|    | Brasilien | A   | Rafael Porcellis (återvände från lån till Helsingborg) |
|    | Sverige   | MV  | Tobias Andersson (utlånad till Gnosjö IF)              |

### Västerås SK
| Nr | Land | Pos | Namn |
| -- | ---- | --- | ---- |

| Nr | Land | Pos | Namn |
| -- | ---- | --- | ---- |

| Nr | Land      | Pos | Namn                                                    |
| -- | --------- | --- | ------------------------------------------------------- |
|    | Brasilien | MF  | Rodrigo Dantas (återvänder från lån till Botafogo)      |
|    | Brasilien | A   | Jefferson (återvände från lån till Botafogo)            |
|    | Sverige   | A   | Daniel Andersson (utlånad till Husqvarna FF)            |
|    | Sverige   | MF  | Patrik St Cyr (utlånad till Husqvarna FF)               |
|    | Sverige   | MF  | Christopher Alvengrip (återvände från lån till Mjällby) |
|    | Sverige   | MF  | Simon Lundevall (till Gefle)                            |

| Nr | Land      | Pos | Namn                                                    |
| -- | --------- | --- | ------------------------------------------------------- |
|    | Brasilien | MF  | Rodrigo Dantas (återvänder från lån till Botafogo)      |
|    | Brasilien | A   | Jefferson (återvände från lån till Botafogo)            |
|    | Sverige   | A   | Daniel Andersson (utlånad till Husqvarna FF)            |
|    | Sverige   | MF  | Patrik St Cyr (utlånad till Husqvarna FF)               |
|    | Sverige   | MF  | Christopher Alvengrip (återvände från lån till Mjällby) |
|    | Sverige   | MF  | Simon Lundevall (till Gefle)                            |

### Åtvidabergs FF
| Nr | Land    | Pos | Namn                                      |
| -- | ------- | --- | ----------------------------------------- |
|    | Sverige | MF  | Thomas Olsson (inlånad från IFK Göteborg) |
|    | Sverige | A   | William Ankarhake (från Celtic)           |

| Nr | Land    | Pos | Namn                                      |
| -- | ------- | --- | ----------------------------------------- |
|    | Sverige | MF  | Thomas Olsson (inlånad från IFK Göteborg) |
|    | Sverige | A   | William Ankarhake (från Celtic)           |

| Nr | Land    | Pos | Namn                                    |
| -- | ------- | --- | --------------------------------------- |
|    | Sverige | MF  | Pontus Karlsson (utlånad till BK Kenty) |

| Nr | Land    | Pos | Namn                                    |
| -- | ------- | --- | --------------------------------------- |
|    | Sverige | MF  | Pontus Karlsson (utlånad till BK Kenty) |

### Ängelholms FF
| Nr | Land    | Pos | Namn                                   |
| -- | ------- | --- | -------------------------------------- |
|    | Spanien | F   | Gabriel Grillé Rocha (från CD Badajoz) |
|    | USA     | A   | Lester Dewee (från Marseille)          |

| Nr | Land    | Pos | Namn                                   |
| -- | ------- | --- | -------------------------------------- |
|    | Spanien | F   | Gabriel Grillé Rocha (från CD Badajoz) |
|    | USA     | A   | Lester Dewee (från Marseille)          |

| Nr | Land    | Pos | Namn                                              |
| -- | ------- | --- | ------------------------------------------------- |
|    | Sverige | MF  | Samuel Aziz (återvände från lån till Helsingborg) |
|    | Sverige | F   | Andreas Karlsson (utlånad till Kristianstads FF)  |

| Nr | Land    | Pos | Namn                                              |
| -- | ------- | --- | ------------------------------------------------- |
|    | Sverige | MF  | Samuel Aziz (återvände från lån till Helsingborg) |
|    | Sverige | F   | Andreas Karlsson (utlånad till Kristianstads FF)  |

### Östers IF
| Nr | Land    | Pos | Namn                                         |
| -- | ------- | --- | -------------------------------------------- |
|    | Sverige | MF  | Johan Persson (från Esbjerg)                 |
|    | Nigeria | MF  | Obie Etie Ikechukwu (inlånad från Syrianska) |
|    | Nigeria | A   | Kevin Amuneke (fri transfer)                 |

| Nr | Land    | Pos | Namn                                         |
| -- | ------- | --- | -------------------------------------------- |
|    | Sverige | MF  | Johan Persson (från Esbjerg)                 |
|    | Nigeria | MF  | Obie Etie Ikechukwu (inlånad från Syrianska) |
|    | Nigeria | A   | Kevin Amuneke (fri transfer)                 |

| Nr | Land    | Pos | Namn                                            |
| -- | ------- | --- | ----------------------------------------------- |
|    | Kamerun | MF  | Charles Anderson (till Limhamn Bunkeflo)        |
|    | Sverige | MF  | Oliver Nedanovski (utlånad till Rydaholms GoIF) |
|    | Rwanda  | A   | Olivier Karekezi (till APR FC)                  |
|    | Sverige | A   | Elias Todevski (slutar)                         |

| Nr | Land    | Pos | Namn                                            |
| -- | ------- | --- | ----------------------------------------------- |
|    | Kamerun | MF  | Charles Anderson (till Limhamn Bunkeflo)        |
|    | Sverige | MF  | Oliver Nedanovski (utlånad till Rydaholms GoIF) |
|    | Rwanda  | A   | Olivier Karekezi (till APR FC)                  |
|    | Sverige | A   | Elias Todevski (slutar)                         |